# Physcia neglecta
Physcia neglecta är en lavart som beskrevs av Roland Moberg. Physcia neglecta ingår i släktet Physcia och familjen Physciaceae.   Inga underarter finns listade i Catalogue of Life.